# Electronic Entertainment Expo 2016

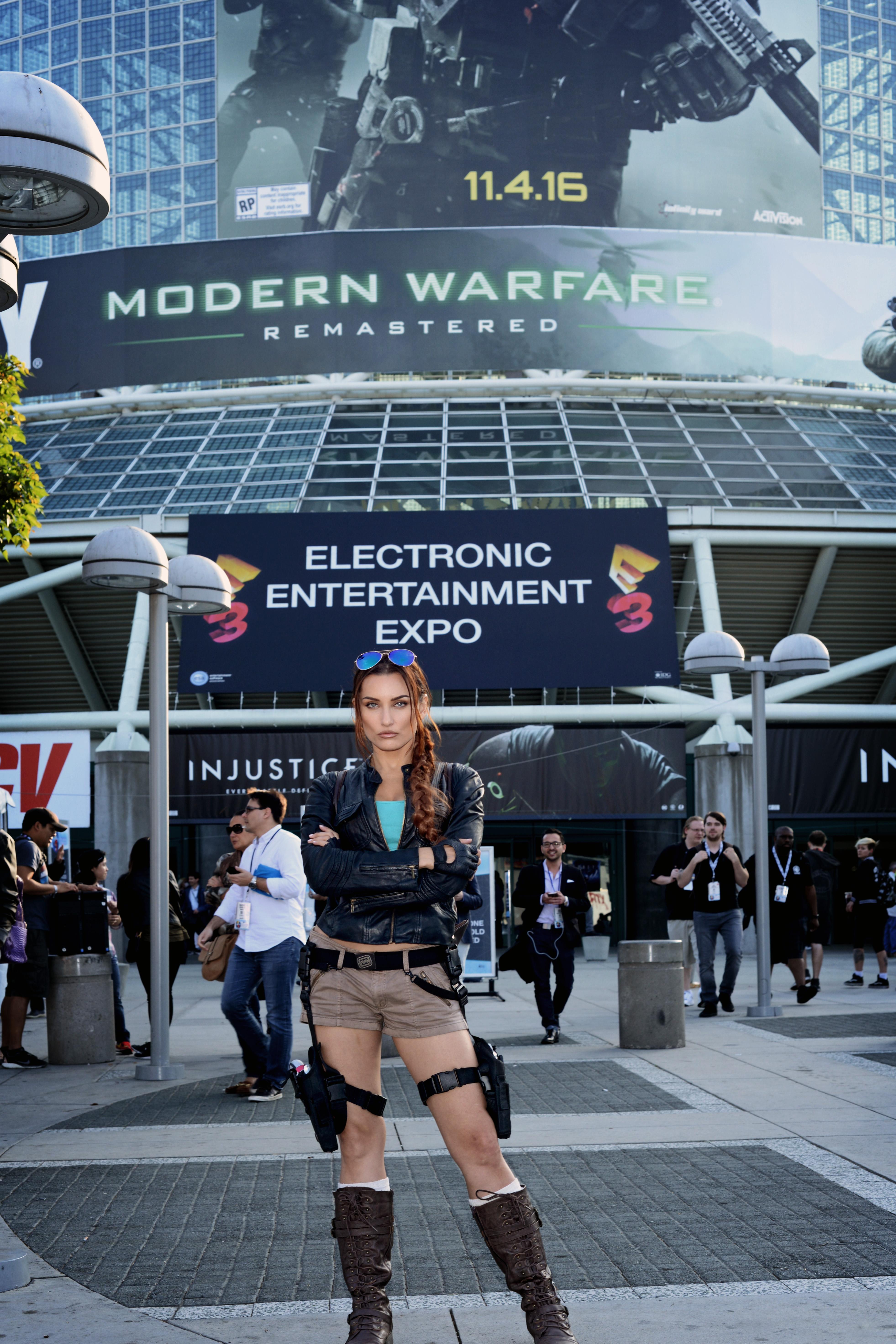
Le Los Angeles Convention Center pendant l'E3 2016.

L'Electronic Entertainment Expo 2016 (soit en français “Exposition du divertissement électronique”), communément appelé E3 2016, est la 22e édition d'un salon consacré exclusivement aux jeux vidéo organisé par l'Entertainment Software Association. L'événement se déroule au Los Angeles Convention Center à Los Angeles (Californie), du 14 au 16 juin 2016. Il est possible pour les internautes de suivre les conférences diffusées en ligne par vidéo en temps réel (live streaming) depuis les plateformes Twitch ou YouTube.

## Conférences éditeurs

### Square Enix
Square Enix présente sa conférence le 8 juin à 8 h 30 PDT (2 h 30 CEST)

### Electronic Arts
Electronic Arts présente sa conférence le 12 juin à 13 h PDT (22 h CEST).

### Bethesda
Bethesda présente sa deuxième conférence de presse sur ce salon le 12 juin à 19 h PDT (4 h CEST).
Lors de la conférence, Bethesda annonce une version remastérisée de The Elder Scrolls V: Skyrim, ainsi que du nouveau contenu téléchargeable et des versions pour la réalité virtuelle de The Elder Scrolls Online, Doom et Fallout 4. Une vidéo de présentation pour The Elder Scrolls: Legends est projetée. Des bandes-annonces et des vidéos en-jeu sont également projetées pour Prey, Quake Champions et Dishonored 2.

### Kadokawa Games
Kadokawa Games présente sa conférence de presse le lundi 13 juin 2016 à 9 h 30 PDT (18 h 30 CEST)

### Microsoft
Microsoft présente sa conférence de presse le lundi 13 juin 2016 à 9 h 30 PDT (18 h 30 CEST).

### PC Gaming Show
PC Gaming Show présente sa deuxième conférence sur ce salon le 13 juin à 12 h PDT (21 h CEST).

### Ubisoft
Ubisoft tient sa conférence le 13 juin. La première partie commence à 12 h 30 PDT (21 h 30 CEST). La conférence principale débute à 13 h PDT (22 h CEST).

### Sony
Sony présente sa conférence de presse le mardi 14 juin 2016 à 18 h PDT (3 h CEST). Sony a présenté aussi le nouveau Call of Duty appelé Call of Duty: Infinite Warfare.

### Nintendo
Nintendo présente un Nintendo Treehouse consacré au jeu The Legend of Zelda: Breath of the Wild sur Wii U le mardi 14 juin 2016 à 18 h CEST (9 h PDT). Nintendo présente aussi Pokémon Soleil et Lune et Pokémon GO.

## Jeux notables présents lors de l'E3 2016
| 2K Games - Battleborn (PC / PS4 / Xbox One) - Civilization VI (PC) - Civilization Revolution 2 Plus (Vita) - Mafia III (PC / PS4 / Xbox One) - WWE 2K17 (PS3 / PS4 / Xbox 360 / Xbox One) 505 Games - Abzu (PC / PS4) - Assetto Corsa (PS4 / Xbox One) - Portal Knights (PC) - Prominence Poker (PC) - Rocket League (PC / PS4 / Xbox One) Activision Blizzard - Call of Duty: Infinite Warfare (PC / PS4 / Xbox One) - Call of Duty 4: Modern Warfare - Édition Réflexes (PC / PS4 / Xbox One) - Destiny: Rise of Iron (PS4 / Xbox One) - Skylanders: Imaginators (PS4) Anuman - Moto Racer 4 (PC / PS4 / Xbox One) - Syberia III (PC / PS4 / Xbox One) - Yesterday Origins (PC / PS4 / Xbox One) Bandai Namco Entertainment - Dragon Ball Xenoverse 2 (PC / PS4 / Xbox One) - God Eater 2: Rage Burst (PS4 / Vita / PC) - JoJo's Bizarre Adventure: Eyes of Heaven (PS4) - Mobile Suit Gundam: Extreme Vs-Force (Vita) - Necropolis (PC / PS4 / Xbox One) - Sword Art Online: Hollow Realization (PS4 / Vita) - Tales of Berseria (PS4 / PC) - Tekken 7 (PC / PS4 / Xbox One) - Warhammer 40,000: Eternal Crusade (PC / PS4 / Xbox One) Bethesda Softworks - Dishonored 2 (PC / PS4 / Xbox One) - Doom: Unto the Evil (PC / PS4 / Xbox One) - The Elder Scrolls: Legends (PC / iOS / Android) - The Elder Scrolls Online: Dark Brotherhood (PC / PS4 / Xbox One) - The Elder Scrolls: Skyrim – Special Edition (PC / PS4 / Xbox One) - Fallout 4 (PC / PS4 / Xbox One / HTC Vive) - Fallout Shelter (PC / iOS / Android) - Prey (PC / PS4 / Xbox One) - Quake Champions (PC) Bigben Interactive - WRC 6 (PC / PS4 / Xbox One) Capcom - Monster Hunter Generations (3DS) - Resident Evil 7: Biohazard (PC / PS4 / PSVR / Xbox One) CD Projekt - Gwent: The Witcher Card Game (PC / PS4 / Xbox One) Chucklefish Games - Stardew Valley (PC / PS4 / Wii U / Xbox One) Codemasters - F1 2016 (PC / PS4 / Xbox One) Compulsion Games - We Happy Few (PC / Xbox One) Deep Silver - Agents of Mayhem (PC / PS4 / Xbox One) Devolver Digital - Absolver (PC / PS4 / Xbox One) - Eitr (PC / PS4) - Mother Russia Bleeds (PC / PS4) - Serious Sam VR (Oculus Rift) - Shadow Warrior 2 (PC / PS4 / Xbox One) | Electronic Arts - Battlefield 1 (PC / PS4 / Xbox One) - Fe (PC / PS4 / Xbox One) - FIFA 17 (PC / PS3 / PS4 / Xbox 360 / Xbox One) - Madden NFL 17 (PS3 / PS4 / Xbox 360 / Xbox One) - Mass Effect: Andromeda (PC / PS4 / Xbox One) - NHL 17 (PS4 / Xbox One) - Star Wars: Battlefront - X-Wing VR Missions (PSVR) - Titanfall 2 (PC / PS4 / Xbox One) Focus Home Interactive - Farming Simulator 17 (PC / PS4 / Xbox One) - Mordheim: City of the Damned (PC / Xbox One) - Shiness: The Lightning Kingdom (TBA) - Space Hulk: Deathwing (PC / PS4 / Xbox One) - The Surge (PC / PS4 / Xbox One) - Styx: Shards of Darkness (PC / PS4 / Xbox One) - The Technomancer (PC / PS4 / Xbox One) - Vampyr (PC / PS4 / Xbox One) GungHo Online Entertainment - Let It Die (PS4) Inti Creates - Azure Striker Gunvolt 2 (3DS) - Bloodstained: Ritual of the Night (PC / Wii U / Vita / PS4 / Xbox One) - Gal*Gun: Double Peace (PS4 / Vita) - Mighty No. 9 (PC / Wii U / 3DS / Vita / PS3 / PS4 / Xbox 360 / Xbox One) - Shantae: Half-Genie Hero (PC / Wii U / Vita / PS3 / PS4 / Xbox 360 / Xbox One) Kadokawa Games - Demon Gaze II (Vita) - God Wars: Beyond Time (PS4 / Vita) - Project Code: Daten (PS4 / Vita) - Root Letter (PS4 / Vita) Koei Tecmo - Attack on Titan (PC / PS3 / PS4 / Vita / Xbox One) - Nioh (PS4) - Projet Omega Force sans nom Konami - Pro Evolution Soccer 2017 (PC / PS4 / Xbox One) Marvelous USA - Akiba's Beat (PS4 / Vita) - Corpse Party (3DS) - Exile's End (PS4 / Wii U / Vita) - Fate/EXTELLA: The Umbral Star (PS4 / Vita) - The Legend of Heroes: Trails of Cold Steel II (PS3 / Vita) - Shantae: Half-Genie Hero (PC / PS3 / PS4 / Vita / Wii U / Xbox 360 / Xbox One) - Story of Seasons: Trio of Towns (3DS) - Touhou: Scarlet Curiosity (PS4) Microsoft Studios - Dead Rising 4 (PC / Xbox One) - Forza Horizon 3 (PC / Xbox One) - Gears of War 4 (PC / Xbox One) - Halo Wars 2 (PC / Xbox One) - Inside (PC / Xbox One) - Killer Instinct (PC / Xbox One) - Minecraft (iOS / Android / PC) - ReCore (PC / Xbox One) - Scalebound (PC / Xbox One) - Sea of Thieves (PC / Xbox One) - State of Decay 2 (PC / Xbox One) Natsume - Harvest Moon: Skytree Village (3DS) - River City: Tokyo Rumble (3DS) - Wild Guns: Reloaded (PS4) Nintendo - BoxBoxBoy! (3DS) - Dragon Quest VII (3DS) - Ever Oasis (3DS) - The Legend of Zelda: Breath of the Wild (Wii U) - Mario Party: Star Rush (3DS) - Paper Mario: Color Splash (Wii U) - Pokémon Go (iOS / Android) - Pokémon Soleil et Lune (3DS) - Rhythm Heaven Megamix (3DS) - Tokyo Mirage Sessions ♯FE (Wii U) - Yo-kai Watch 2 (3DS) | Nordic Games - Battle Chasers: Nightwar (PC / PS4 / Xbox One) - ELEX (PC / PS4 / Xbox One) - The Guild 3 (PC) - SpellForce 3 (PC) Paradox Interactive - Tyranny (PC) Sega - 7th Dragon III Code: VFD (3DS) - Persona 5 (PS3 / PS4) - Sonic Boom: Fire & Ice (3DS) - Warhammer 40,000: Dawn of War III (PC) - Yakuza 0 (PS4) Semaphore Lab - Badiya (PC / PS4 / Xbox One) Sony Interactive Entertainment - Crash Bandicoot Trilogy Remastered (PS4) - Days Gone (PS4) - Death Stranding (PC / PS4) - Detroit: Become Human (PS4) - Farpoint (PSVR) - God of War (PS4) - Gran Turismo Sport (PS4) - Gravity Rush 2 (PS4) - Horizon Zero Dawn (PS4) - The Last Guardian (PS4) - Spider-Man (PS4) Square Enix - Black the Fall (PC) - Deus Ex Go (iOS / Android) - Deus Ex: Mankind Divided (PC / PS4 / Xbox One) - Final Fantasy XII: The Zodiac Age (PS4) - Final Fantasy XIV: Heavensward (PC / PS3 / PS4) - Final Fantasy XV (PS4 / PSVR / Xbox One) - Final Fantasy: Brave Exvius (iOS / Android) - Hitman (PC / PS4 / Xbox One) - I Am Setsuna (PC / PS4 / Vita) - Just Cause 3: Land Mech Assault (PC / PS4 / Xbox One) - Kingdom Hearts HD 2.8 Final Chapter Prologue (PS4) - Nier: Automata (PS4) - Star Ocean: Integrity and Faithlessness (PS3 / PS4) - The Turing Test (PC) - Valentino Rossi: The Game (PC / PS4 / Xbox One) - World of Final Fantasy (PS4 / Vita) Team17 - Overcooked (PC) - Strength of the Sword Ultimate (PC / PS4 / Vita / Wii U / Xbox One) - Worms WMD (PC / PS4 / Xbox One) - Yooka-Laylee (PC / PS4 / Wii U / Xbox One) Telltale Games - Batman: A Telltale Games Series (Android / iOS / PC / PS4 / Xbox One) - The Walking Dead: Season Three (TBA) Ubisoft - Eagle Flight (Oculus Rift) - For Honor (PC / PS4 / Xbox One) - Grow Up (PC / PS4 / Xbox One) - Just Dance 2017 (NX / PC / PS3 / PS4 / Wii / Wii U / Xbox 360 / Xbox One) - South Park : L'Annale du Destin (PC / PS4 / Xbox One) - Star Trek: Bridge Crew (Oculus Rift) - Steep (PC / PS4 / Xbox One) - Tom Clancy's The Division — Underground (PC / PS4 / Xbox One) - Tom Clancy's Ghost Recon Wildlands (PC / PS4 / Xbox One) - Trials of the Blood Dragon (PC / PS4 / Xbox One) - Watch Dogs 2 (PC / PS4 / Xbox One) Warner Bros. Interactive Entertainment - Batman: Arkham VR (PSVR) - Injustice 2 (PS4 / Xbox One) - Lego Dimensions (PS3 / PS4 / Wii U / Xbox 360 / Xbox One) - Lego Star Wars: The Force Awakens (PC / 3DS / PS3 / PS4 / Vita / Wii U / Xbox 360 / Xbox One) - Lego Worlds (PC) |